# Fenouillet-du-Razès

Fenouillet-du-Razès este o comună în departamentul Aude din sudul Franței. În 1 ianuarie 2022 avea o populație de 76 de locuitori.